# Nescatunga
Nescatunga est une census-designated place du comté d'Alfalfa, dans l'État d'Oklahoma, aux États-Unis,. En 2020, elle compte une population de 90 habitants.